# Kirsten Harms

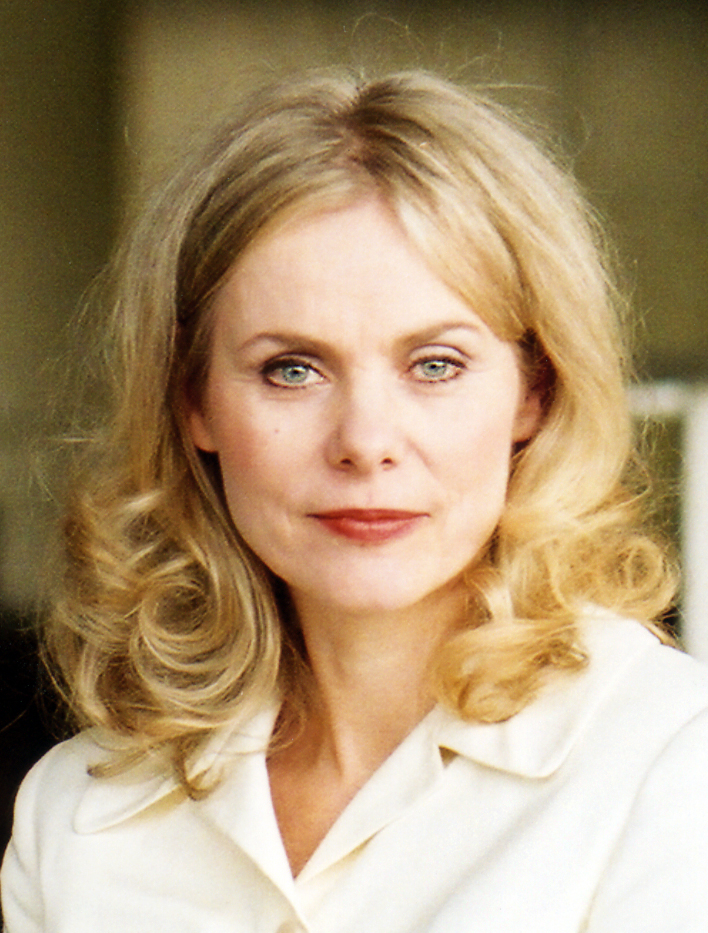
Kirsten Harms, Intendantin der Deutschen Oper Berlin 2004–2011, Foto: Bernd Uhlig

Kirsten Harms (* 25. Juni 1956 in Hamburg) ist eine deutsche Regisseurin und Intendantin.

## Leben
Nach dem Abitur 1976 studierte sie Querflöte und Musikwissenschaft an der Universität Hamburg, anschließend bis 1982 Musiktheaterregie an der Hochschule für Musik und darstellende Kunst.
1983 gründete sie die freie Theatergruppe „Mimesis“ mit. Die Gruppe experimentierte mit dem Genre „Schauspiel mit Musik“. An den Städtischen Bühnen Dortmund war Harms von 1985 bis 1988 Regieassistentin. Dort brachte sie erste eigene Inszenierungen heraus.
Danach war sie als freischaffende Regisseurin tätig, u. a. an den Bühnen in Bremen, Hannover, Kiel, Saarbrücken, Darmstadt, Innsbruck und Mainz.
1992 kehrte sie, nun als Hochschullehrerin mit Lehrauftrag am Studiengang Musiktheater-Regie, an die Hamburger Hochschule für Musik und Darstellende Kunst zurück.
1995 wurde Harms Intendantin der Kieler Oper. Das Kieler Haus wurde unter ihrer Leitung zu einem der erfolgreichsten mittleren Häuser des deutschsprachigen Raums, was z. B. über zwanzig Nennungen in den unterschiedlichsten Bereichen bei den Nominierungen in den Kritikerumfragen der Zeitschrift Opernwelt zur Folge hatte. Auch mit ihrer Ring-Inszenierung (Wagner) wurde sie überregional und international bekannt. Mit Uraufführungen sowie Inszenierungen der von ihrem langjährigen Chefdramaturgen Andreas K. W. Meyer initiierten „Ausgrabungen“ selten gespielter Werke machte sie ebenfalls auf sich aufmerksam.
An der Deutschen Oper Berlin debütierte Harms 2003 als Regisseurin von Gioacchino Rossinis Semiramide. Von 2004 bis 2011 war Harms Intendantin dieses größten Opernhauses der Bundeshauptstadt.
Ende September 2006 stand Harms wegen eines einmaligen Akts in der Geschichte der Opernwelt in der öffentlichen Kritik: Aufgrund einer Warnung des Landeskriminalamtes Berlin sowie der Berliner Innenbehörde ließ Harms Ende September 2006 zwei Vorstellungen von Mozarts Idomeneo in der Inszenierung von Hans Neuenfels vorübergehend vom Spielplan nehmen. Anlass war ein Epilog, den der Regisseur der Oper angefügt hat: Die Schlussszene zeigt die abgeschlagenen Köpfe von Poseidon, Buddha, Christus und Mohammed.
Die von ihr geleitete Deutsche Oper wurde im Jahrbuch der Opernwelt 2008 für die szenische Uraufführung von Walter Braunfels’ Jeanne d’Arc – Szenen aus dem Leben der Heiligen Johanna (Inszenierung nach Christoph Schlingensief) mit dem Prädikat „Wiederentdeckung des Jahres“, im gleichen Jahr der Chor des Hauses als „Chor des Jahres“ ausgezeichnet.
In den Spielzeiten 2004–2011 wurden 38 Produktionen der Deutschen Oper Berlin aufgenommen, um sie als CDs, DVDs zu veröffentlichen oder im Fernsehen und Hörfunk zu übertragen. Darunter befinden sich die Gesamtaufnahmen von L’amico Fritz (Mascagni), Oberst Chabert (v. Waltershausen), Marie Victoire (Respighi), sowie DVDs von Germania (Franchetti), Rienzi (Wagner), Das schlaue Füchslein (Janáček), Szenen aus dem Leben der Heiligen Johanna (Braunfels) und Die Liebe der Danae (Strauss). Damit stammte fast jede 4. Aufnahme der Gesamt-Discographie der DOB, die 2011 aus ca. 130 CDs und DVDs von Einspielungen aus über 80 Jahren bestand, aus den letzten sieben Jahren der Intendanz von Kirsten Harms.
Als CD oder DVD sind außerdem folgende Regiearbeiten von Kirsten Harms produziert worden:
Das Spielwerk und die Prinzessin DE (Schreker) CD 1999, Christophorus UA (Schreker) CD 2001, Die Liebe der Danae (Strauss) CD, NDR 2003 (aus Kiel), Germania DE (Franchetti) DVD 2006, Semiramide (Rossini) CD, Radio France 2007 (aus Montpellier), Die Liebe der Danae (Strauss) DVD, Hörfunk- u. Fernsehübertragung 2011 (aus Berlin), Vom Ende der Unschuld (Pfeiffer) NDR 2013 (aus Hamburg), Die Königin von Saba (Goldmark) CD, SWR 2015 (aus Freiburg), Der Schmuck der Madonna (Wolf-Ferrari) CD, SWR 2016 (aus Freiburg).
Unter Kirsten Harms erfolgten die Gründung der Big Band der Deutschen Oper Berlin (2006), des Kinderchores der Deutschen Oper Berlin mit 200 Kindern (2008), des Jugendclubs der Deutschen Oper Berlin e. V. und der Jungen Förderer im Förderkreis der Deutschen Oper Berlin e. V. (beides 2009). Internationale Gastspiele führten die Deutsche Oper 2006 in die Türkei (Aspendos), 2007 nach Frankreich (Montpellier), 2008 nach China (Peking) und 2010 abermals in die Türkei (Istanbul). 2006–2008 wurde das Restaurant Deutsche Oper sowie der Götz-Friedrich-Platz mit Freitreppenanlage, Brunnen und Außengastronomie gebaut. 2009–2010 ließ sie ein neues Lichtkonzept zur Beleuchtung der Foyers und des äußeren Operngebäudes entwickeln. Von Grund auf saniert wurde die gesamte Bühnentechnik mit Ober- und Untermaschinerie sowie Bühnen-Beleuchtungsanlage.
2011 endete die siebenjährige Intendanz von Kirsten Harms. Sie wurde in der Fachpresse als künstlerisch, finanziell und organisatorisch außerordentlich effizient beurteilt. Insbesondere eine raffinierte Spielplandramaturgie sowie die Wiederentdeckung unbekannter großer Opern, darunter schwerpunktmäßig von verfemten oder verfolgten Komponisten, wurde ihr Markenzeichen. Das Publikum reagierte mit einer Auslastungssteigerung von 21,6 %, und der Deutschen Oper gelang eine Verdopplung ihrer Einnahmen.
Seit 2016 ist Harms Vize-Präsidentin des International Women’s Forum Deutschland.
Harms ist verheiratet mit dem Bühnenbildner Bernd Damovsky und hat einen Sohn, Julian Gregor Damovsky.

## Wichtige Inszenierungen
- Giacomo Puccini: Madama Butterfly; 1990; Darmstadt
- Richard Wagner: Lohengrin; 1992; Kiel
- Gaetano Donizetti: Der Liebestrank; 1993; Bremen
- Ambroise Thomas: Mignon; 1993; Saarbrücken
- Vincenzo Bellini: La sonnambula; 1994; Innsbruck
- Giacomo Puccini: Turandot; 1995; Kiel
- Richard Strauss: Die Frau ohne Schatten; 1996; Kiel
- Richard Wagner: Das Rheingold; 1997; Kiel
- Frederick Delius: The Magic Fountain [UA]; 1997; Kiel
- Richard Wagner: Die Walküre; 1998; Kiel
- Wilfried Hiller: Der Schimmelreiter [UA]; 1998; Kiel
- Richard Wagner: Siegfried; 1999; Kiel
- Richard Wagner: Götterdämmerung; 2000; Kiel
- Richard Strauss: Die Liebe der Danae; 2001; Kiel
- Richard Strauss: Die schweigsame Frau; 2001; Kiel
- Franz Schreker: Christophorus oder „Die Vision einer Oper“; 2002; Kiel
- Franz Schreker: Das Spielwerk und die Prinzessin; 2003; Kiel
- Gioachino Rossini: Semiramide; 2003; Berlin
- Jerry Bock: Anatevka; 2003; Bonn
- William Shakespeare: Romeo und Julia; 2004; Dresden
- Alberto Franchetti: Germania; 2006; Berlin
- Vittorio Gnecchi: Cassandra / Strauss: Elektra; 2007; Berlin
- Richard Wagner: Tannhäuser und der Sängerkrieg auf Wartburg; 2008; Berlin
- Richard Strauss: Die Frau ohne Schatten; 2009; Berlin
- Giacomo Puccini: La fanciulla del West; 2010; Puccini Festival Torre del Lago
- Richard Strauss: Die Liebe der Danae; 2011; Berlin
- Stephan Pfeiffer: Vom Ende der Unschuld; 2013; Hamburg; ev. Kirchentag
- Giacomo Puccini: Madama Butterfly; 2014; Stockholm
- Karl Goldmark: Die Königin von Saba; 2015; Freiburg
- Ermanno Wolf-Ferrari: Der Schmuck der Madonna; 2016; Freiburg

## Absetzung desIdomeneo2006
Siehe den entsprechenden Abschnitt bei „Deutsche Oper Berlin“.